# Ян Вермак
Ян Вермак (англ. Ian Vermaak; 28 березня 1933 — січень 2025) — колишній південноафриканський тенісист.
Найвищу одиночну позицію світового рейтингу — 10 місце досяг 1959 року (за даними Ленса Тінґея).
Найвищим досягненням на турнірах Великого шолома був фінал в одиночному розряді.
Завершив кар'єру 1960 року.

## Фінали турнірів Великого шолома

### Одиночний розряд: (1 поразка)
| Результат | Рік  | Турнір            | Покриття | Суперник            | Рахунок            |
| --------- | ---- | ----------------- | -------- | ------------------- | ------------------ |
| Поразка   | 1959 | Чемпіонат Франції | Ґрунт    | Нікола П'єтранджелі | 3–6, 6–3, 6–4, 6–1 |